# Keshcorran Caves

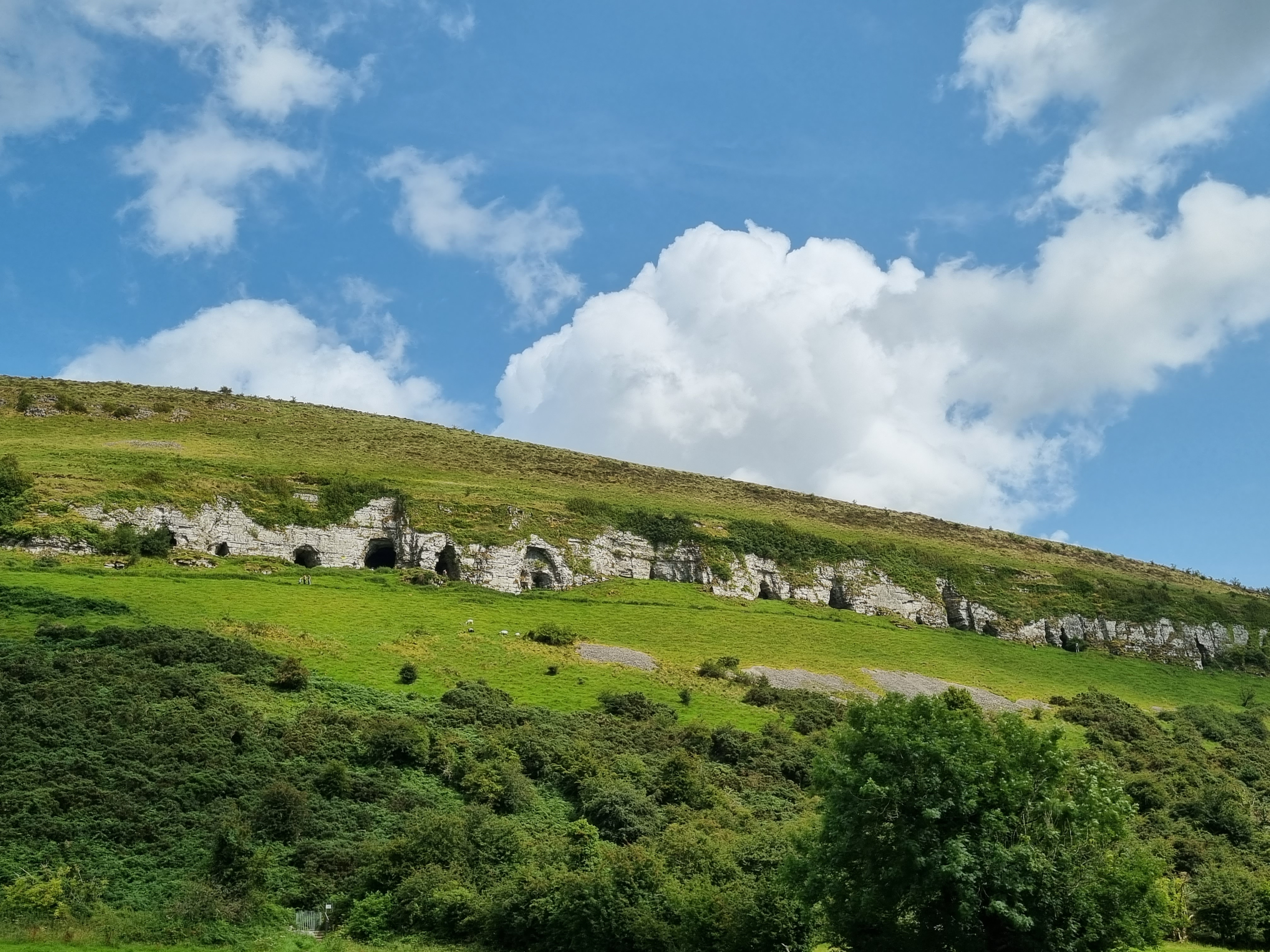
Kesh Caves von Westen aus gesehen

Die Keshcorran Caves (auch Caves of Kesh, irisch Uaimheanna na Céise, Uaimheanna Chéis Chorainn; dt. Höhlen von Keshcorran) liegen südlich von Sligo, etwa sechs Kilometer südlich von Ballymote in der Nähe des Dorfes Kesh (An Céis), am Lough Arrow und unweit von Carrowkeel im County Sligo in Irland. Auf 2/3 der Höhe des 359 m hohen Hügels Keshcorran (Céis Chorainn) befinden sich die Höhlen. Der Aufstieg von der Straße aus über 220 m verläuft über Serpentinen und ist teilweise mit Stufen befestigt.
Der Keshcorran ist der Standort von 17 kleinen Höhlen, die Orte zahlreicher Legenden sind. Die Höhlen wurden von prähistorischen Menschen genutzt und waren bis ins 20. Jahrhundert Ort ritueller Versammlungen an Festen wie Lughnasa. Die Ausgrabungen der Höhlen erbrachten für Paläontologen und Archäologen wichtige Erkenntnisse und lieferten tierische Überreste von Höhlenbären (Ursus spelaeus), arktischen Lemmingen (Lemmus), Rentieren (Rangifer tarandus) und irischen Elchen (Megaloceros). Die Knochen des Braunbären (Ursus arctos), des Haushundes (Canis lupus) und des Schneehasen (Lepus timidus) wurden mit der 14C-Methode datiert und waren etwa 12.000 Jahre alt. Viel jünger waren die Knochen von Hermelin (Mustela erminea) (5600 v. Chr.) und Hauspferd (Equus caballus) (450 n. Chr.).

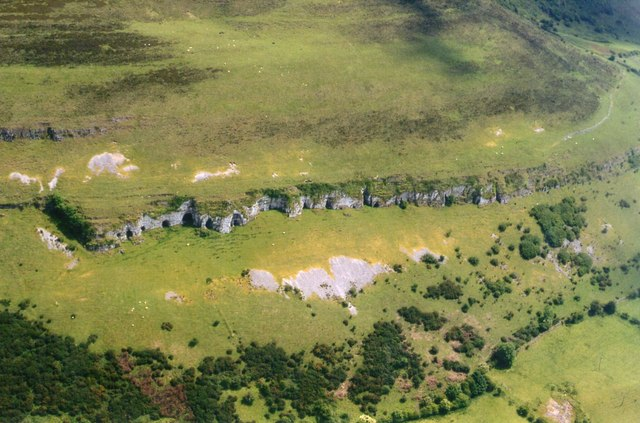
Die Höhlen von oben
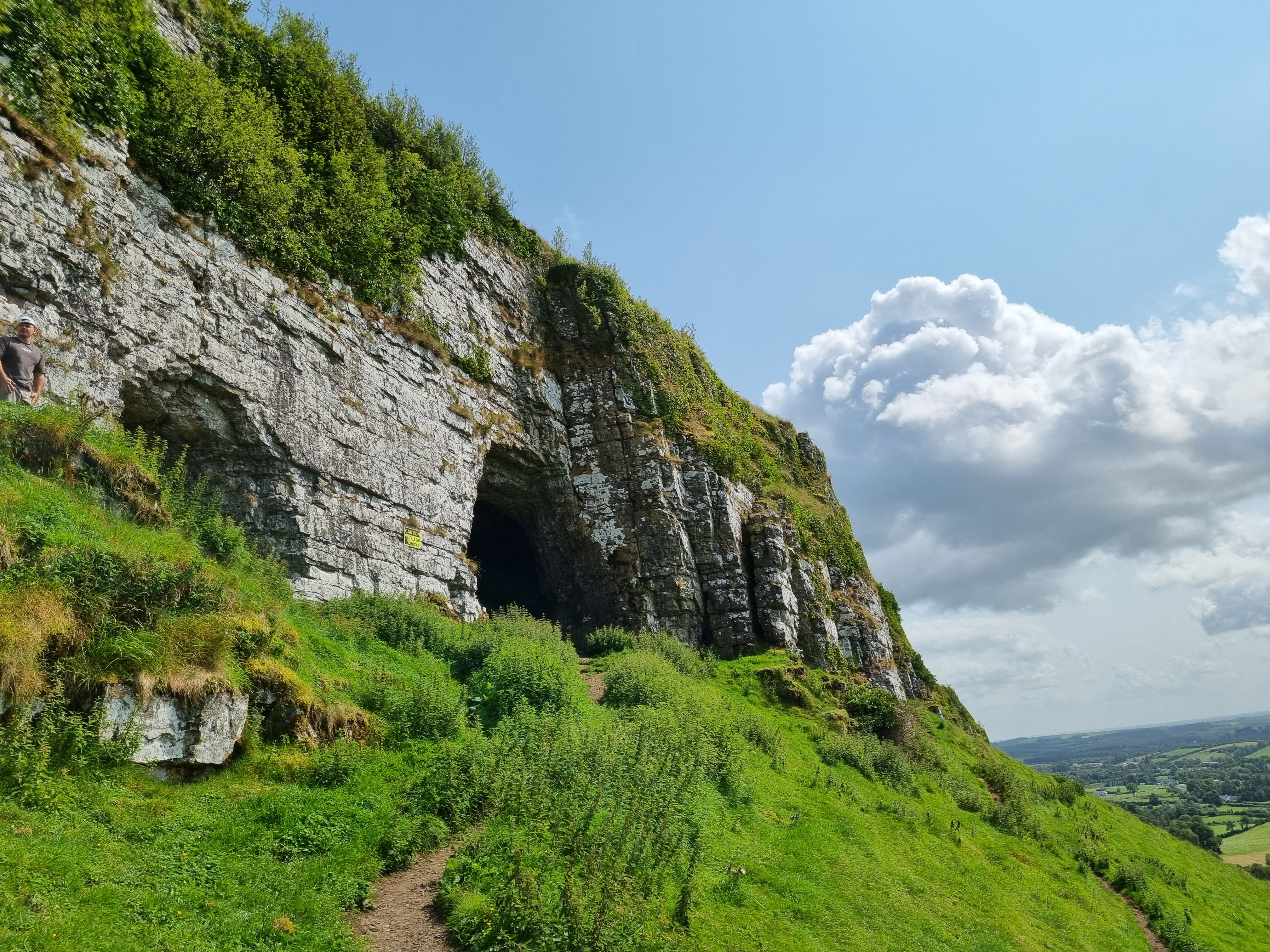
Anstieg zu den Höhlen
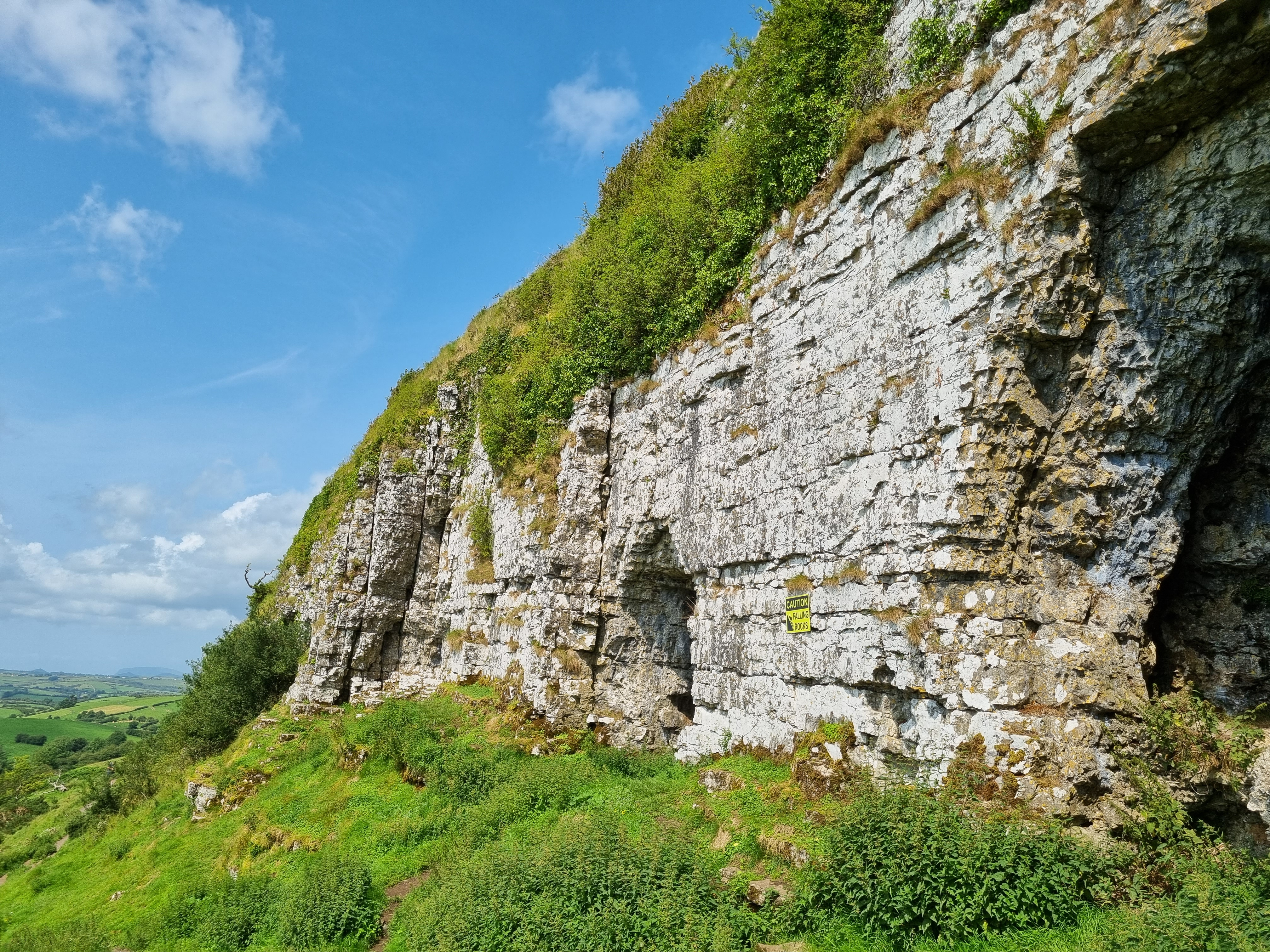
Blick aus südlicher Richtung

## Die Höhlen in Sagen und Mythen
Cormac mac Airt, ein König in Irland, wurde in der westlichsten Höhle (Umhaig Chormaic) angeblich geboren und durch eine Wölfin aufgezogen. Keshcorran ist laut Überlieferung zudem das Síd des Andersweltherrschers Conácan. Darüber hinaus sind die Höhlen von Keshcorran Schauplatz von insgesamt drei Geschichten über den mythischen irischen Helden Fionn mac Cumhaill, oder Finn MacCool, den Anführer der sagenhaften Kriegergilde der Fianna. Eine der Sagen des nach ihm benannten Finn-Zyklus beschreibt seinen Besuch bei einem Schmied vom Volk der Fomori, dessen Schmiede der Krieger durch die Höhlen betritt. In einer anderen Erzählung werden Fionn mac Cumhaill und seine Fianna von drei Hexen in den Höhlen gefangengesetzt und durch den mythischen Helden Goll mac Morna gerettet, der die Krieger vor Fionn angeführt hatte. Sowohl Fionn mac Cumhail als auch die Höhlen von Keshcorran spielen zudem eine wichtige Rolle in der bekannten Sage von Diarmuid und Gráinne, die sich auf der Flucht vor dem alt und missgünstig gewordenen Helden in den Höhlen von Kesh verstecken.

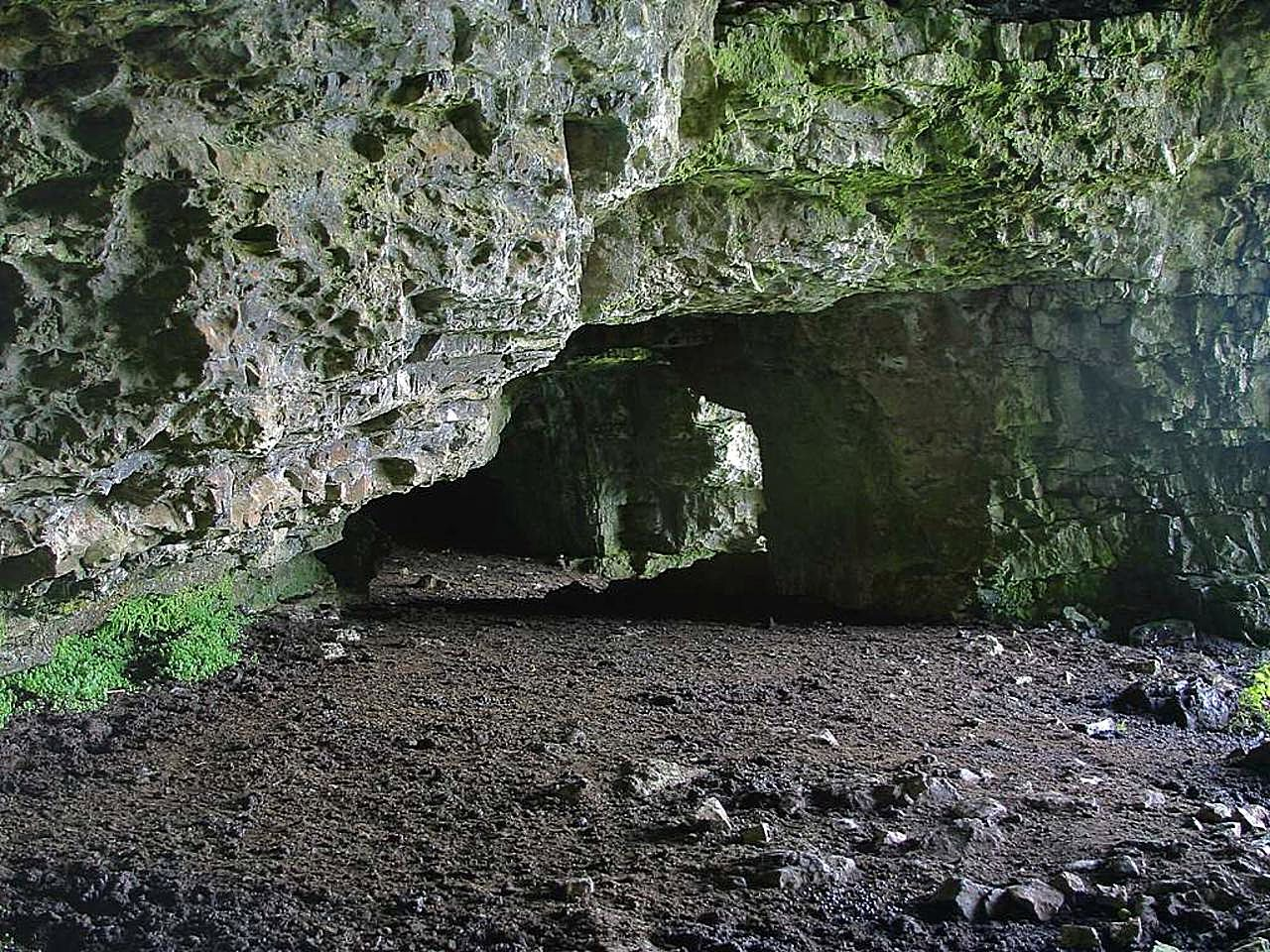
Keshcorran Cave
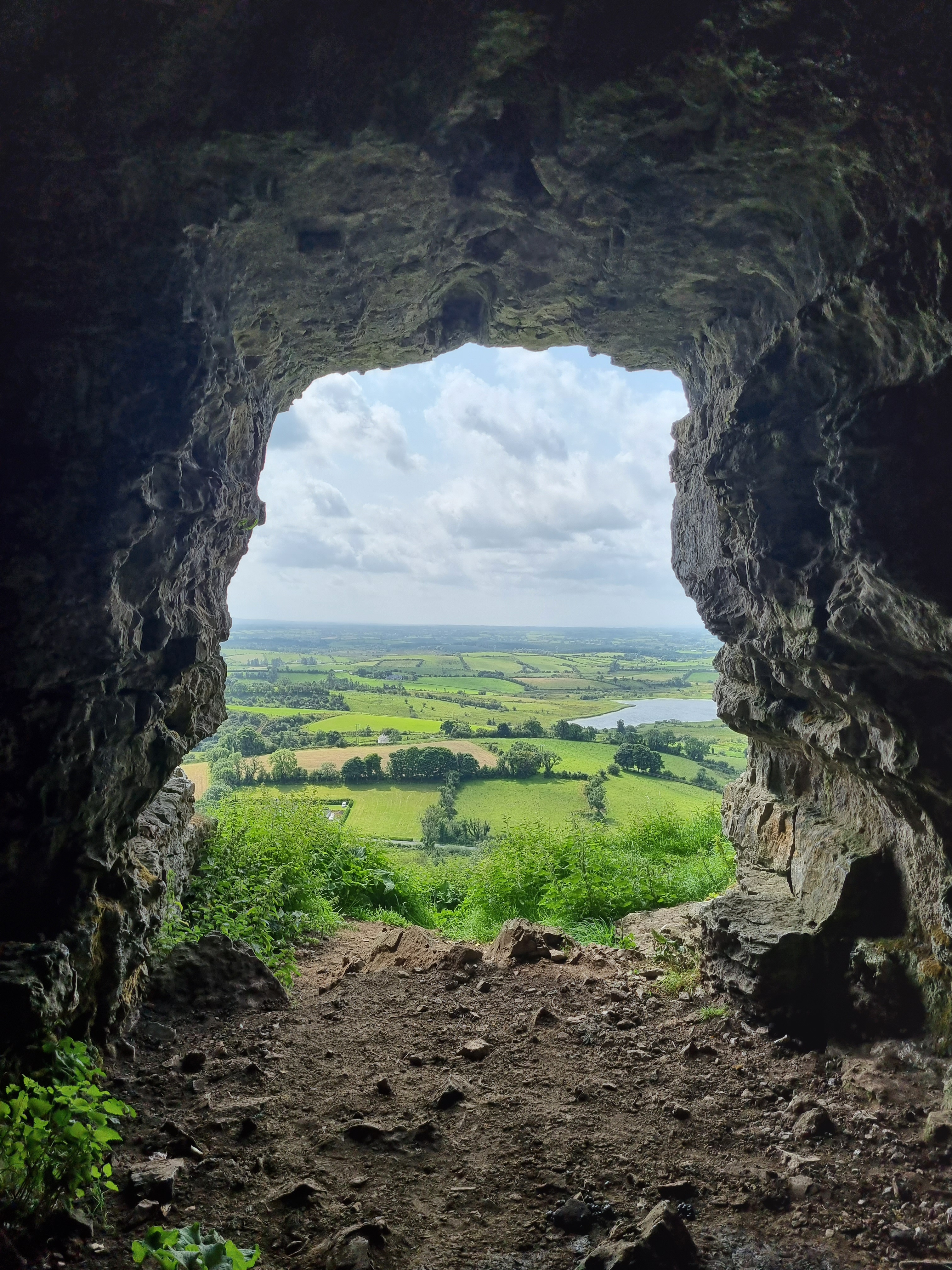
Blick auf das Hochland von Sligo
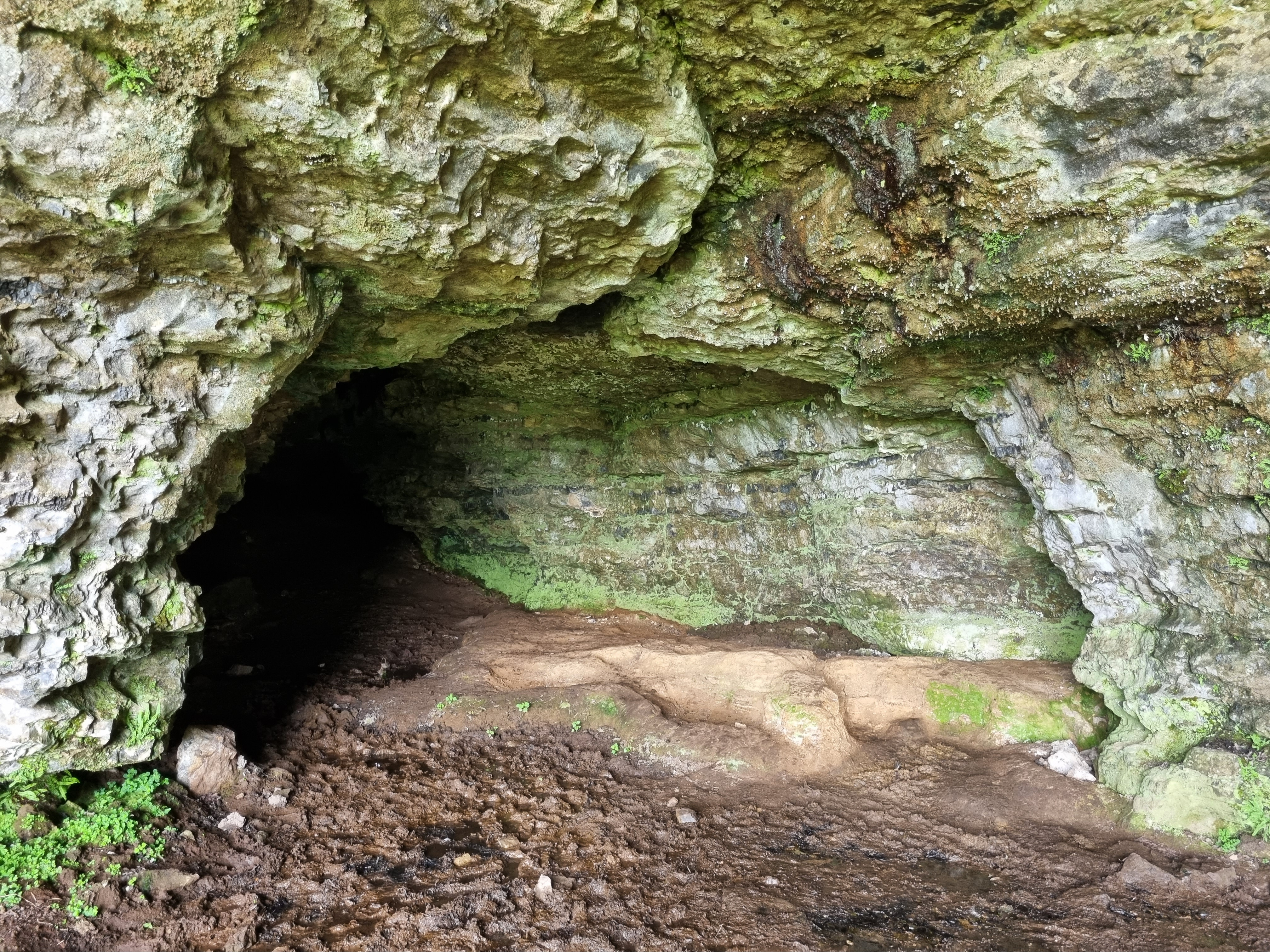
Blick nach innen
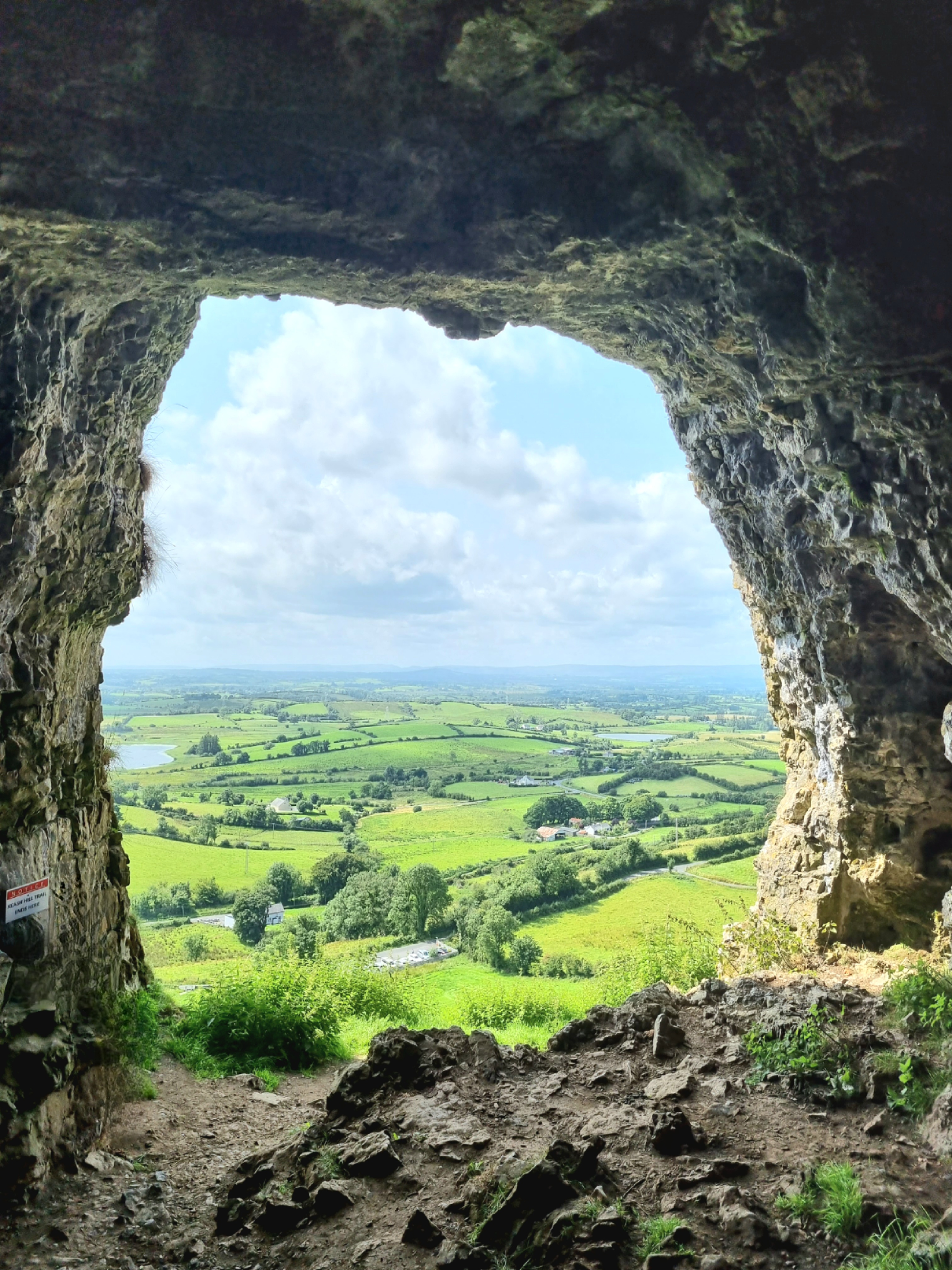
Eingang der größten Höhle